# Teleférico de Constantina
O Teleférico de Constantina é um meio de transporte urbano localizado na cidade argelina de Costantina que liga a praça Tatache Belkacem (antiga Rua Thiers) na zona leste da cidade ao bairro Emir Abdelkader na zona oeste, através do desfiladeiro do Rio Rhummel.